# Fraude heráldico

Una pieza común de obra de arte heráldica de fraude, que se conocería como el "escudo de la familia Morris".

Fraude heráldico puede significar como reclamar falsamente el derecho a un escudo de armas (u otro componente de la exhibición heráldica ) para uno mismo, o el de afirmar falsamente que otra persona tiene el derecho para poder vender arte heráldico. Ambos pueden ser vistos como un tipo de fraude y como una infracción de derechos de propiedad intelectual.

## Artistas heráldicos fraudulentos
El término "bucket shop" (tienda de cubos) a veces se usa para referirse a una empresa que vende un escudo de armas (frecuentemente llamado erróneamente "escudo" familiar) asociado con el apellido del cliente, independientemente de si el cliente realmente puede reclamar una relación con el armígero original. Las tiendas de cubos pueden trabajar a partir de una base de datos de apellidos y escudos extraídos de manuscritos, armoriales y varios periódicos.[cita requerida] Un indicador común de los escudos de armas de las "tiendas de cubos" es la exhibición del apellido dentro de lo que debería ser el pergamino del lema.

## Legislación
Al menos un país ha aprobado legislación para frenar las "tiendas de cubos". En Sudáfrica, desde 1980 es un delito proporcionar a alguien un llamado "escudo de armas familiar" sin primero obtener un certificado del Heraldo del Estado en el Bureau of Heraldry para confirmar que el escudo es auténtico. La falta de cumplimiento puede resultar en enjuiciamiento, con las penas prescritas siendo una multa y/o prisión.

## Lectura adicional
"The Privileges of the College of Arms (Concluded)". The Genealogical Magazine, Volumen 5. pp. 103–106. Elliot Stock., 1902.
- Datos: Q1719080